# Martin Studach
Martin Studach (* 17. Mai 1944 in Küsnacht; † 24. März 2007) war ein Schweizer Ruderer.

## Werdegang
Martin Studach trat in die Fussstapfen seines Vaters Eugen Studach, der in den 1940er Jahren Welt- und Europameister im Einer wurde. Seine internationale Karriere startete er als Zwanzigjähriger bei den Olympischen Spielen 1964 in Tokio. In den darauffolgenden drei Jahren dominierte das Doppel Martin Studach und Melchior Bürgin die Szene im Doppelzweier nach Belieben. Sie wurden dreimal Welt- und Europameister und gewannen alle wichtigen Regatten in dieser Kategorie. Martin Studach war auch im Einer erfolgreich und gewann bedeutende Regatten im Einer, darunter die Diamond Sculls an der traditionellen Henley-Regatta. Bei den Olympischen Sommerspielen 1968 in Mexiko-Stadt erlitt er einen Kreislaufkollaps bei den Vorrennen und beendete danach seine Rennsportkarriere.
Im März 2007 starb er bei einer Ausfahrt im Doppelzweier an Herzversagen.

## Erfolge
- 1964:
  - Dritter bei der Europameisterschaft im Doppelzweier mit Melchior Bürgin
  - Vierter bei den Olympischen Spielen im Doppelzweier mit Melchior Bürgin
- 1965: Europameister im Doppelzweier mit Melchior Bürgin
- 1966: Weltmeister im Doppelzweier mit Melchior Bürgin
- 1967: Europameister im Doppelzweier mit Melchior Bürgin